# Europe-Asia Studies
Europe-Asia Studies (рус. Европейско-азиатские исследования) — английский академический рецензируемый журнал. До 1992 года носил название «Soviet Studies» (рус. Советские исследования). Публикуется Институтом центрально- и восточноевропейских исследований Университета Глазго в научном издательстве Routledge.

## История
Журнал был основан в 1949 году и изначально назывался «Soviet Studies» («Советские исследования», тома 1—44). Специализировался в основном на изучении экономических, политических и социальных вопросах стран восточного блока, а также их истории. После распада СССР журнал в 1992 году был переименован в «Europe-Asia Studies» («Европейско-азиатские исследования», с 45 тома), при этом продолжая акцентировать влияние по тем же темам на восточно-европейских и азиатских странах, ранее входивших в советский блок. В 2007 году редакция «Europe-Asia Studies» приняла решение включить в сферу охвата журнала Китай и другие азиатские страны, которые находятся или находились ранее под коммунистическим правлением.
Финансируется журнал Британской ассоциацией славянских и восточноевропейских исследований (BASEES). Импакт-фактор журнала за 2017 год — 0,842.